# Joseph Bové

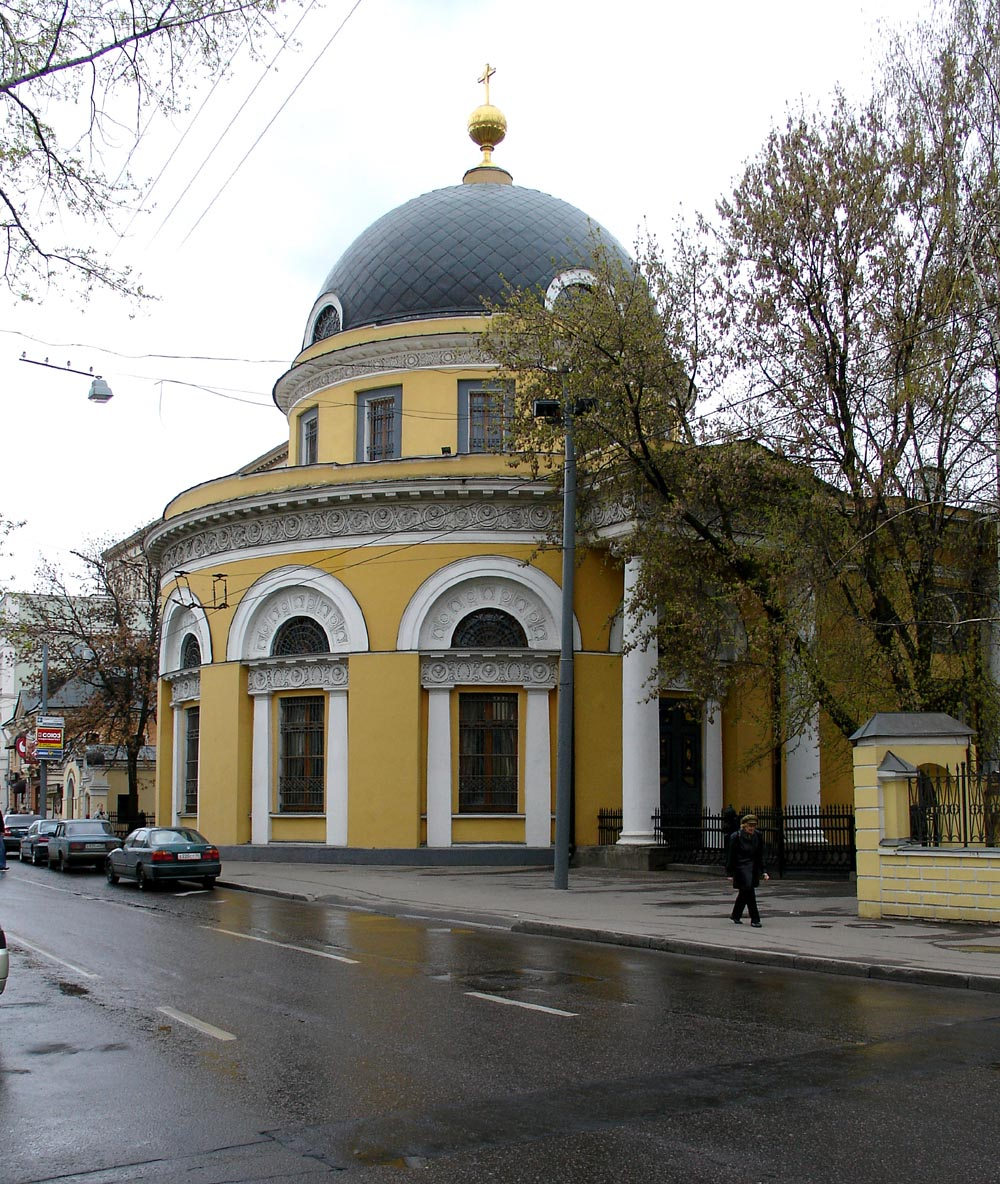
Theotokoskyrkan, ritad av Joseph Bové.

Joseph Bové (ryska: Осип Иванович Бове, Osip Ivanovitj Bove), född 4 november 1784, död 28 juni 1834, var en rysk neoklassicistisk arkitekt med rötter i Italien. Han övervakade återuppbyggnaden av Moskva efter branden 1812.
Bové föddes i Sankt Petersburg som son till Vincenzo Giovanni Bova, en målare från Neapel som bosatte sig i Ryssland 1782. Han var äldste sonen i familjen och hade två yngre bröder, Michaele och Alessandro, som också studerade arkitektur och senare blev hans medarbetare. Strax efter Josephs födelse flyttade familjen till Moskva.
Åren 1802-1807 studerade Bové arkitektur i Moskva, och arbetade därefter som assistent till Matvej Kazakov och Carlo Rossi i Moskva och Tver. Bové var vid flera tillfällen iblandad i underhållet av Kreml.
14 september 1812 intog Napoleon Moskva utan strid. För att omintetgöra Napoleons vinst satte ryssarna eld på staden, varpå Napoleon tvingades lämna Kreml den 15 september. Branden pågick fram till den 18 september, och ödelade stora delar av Moskva.
Bové var avlönad av Moskvas Byggnadskommission, och fick i uppdrag att leda "Fasaddepartementet", som ansvarade för godkännande av nya fasadritningar, och för att byggnaderna placerades exakt på gatulinjerna enligt den nya generalplanen. Planen var dock inte färdig förrän 1817. De privata byggarna var många, och Bové och staden hade underlåtit att kontrollera dem. Då tsar Alexander I besökte Moskva blev han förfärad över att se så många olika färger på fasaderna, särskilt djuprött och mörkgrönt, och utfärdade ett kejserligt dekret som begränsade stadens palett till blygsamma, bleka färger.
Medan Domenico Gilardi hade i uppdrag att återuppföra stora offentliga byggnader, såsom Moskvauniversitetet, hade Bové i uppdrag att bygga upp de centrala torgen i Moskva samt Röda torget. Hans mest kända projekt, Teatertorget, stod färdigt 1825, men efter att både Bolsjojteatern och Malijteatern återuppförts förlorade torget sin neoklassicistiska symmetri. Idag är många av Bovés byggnader rivna.